# Sivi vilini
Sivi vilini (izvirno Sindar) so v izmišljenem svetu angleškega pisatelja J.R.R. Tolkiena vilinski telerijski rod, ki prebiva v Beleriandu. Sami sebe imenujejo Edhil (množina Edhel). Vrhovni kralj Sivih vilinov je Elwë.
Govorijo sindarsko.